# Sarcófago de Chernóbil
El sarcófago del reactor nuclear n.º 4 de Chernóbil (en ucraniano: Об'єкт "Укриття, transl.: Ob'ekt Ukrittya, en ruso: Объект Укрытие, transl.: Ob'yekt Ukrytiye), conocido simplemente como sarcófago de Chernóbil, es una estructura de acero construida para cubrir el reactor n.° 4 de la central nuclear de Chernóbil tras la catástrofe que tuvo lugar en la zona en 1986. Fue diseñada para contener la contaminación radioactiva además de proteger el recinto de las condiciones meteorológicas.
Está situada dentro de la zona de exclusión. La denominación oficial es ukrytiye, cuya traducción puede significar «resguardo» o «refugio» a diferencia de «sarcófago» como se conoce habitualmente.
Dentro de dicha estructura hay enterradas 200 toneladas de corio irradiado, 30 toneladas de polvo radiactivo y 16 toneladas de uranio y plutonio. En 1996, las autoridades declararon que era imposible restaurar el sarcófago debido a su estado y por los niveles radiactivos: 10.000 röntgen/h en comparación con las localidades aledañas donde el nivel medio es de entre 20 y 50 microröntgen por hora y 500 por 5 horas.
En noviembre de 2016, treinta años después de la tragedia, se inauguró un nuevo sarcófago al que se denominó "Nuevo Sarcófago Seguro" (NSC, por sus siglas en inglés), una estructura móvil, la mayor construida hasta la fecha en el mundo, en forma de arco de 110 metros de alto, 150 de ancho y 256 de largo y más de 30.000 toneladas. Se construyó a 180 metros del reactor y luego se ubicó sobre él mediante un sofisticado sistema de rieles. Se estima que tendrá una duración de más de cien años. El coste final de la estructura fue de 1.500 millones de euros, financiado por el Banco Europeo de Reconstrucción y Desarrollo (BERD) junto a la colaboración de 28 países que aportaron 1.417 millones de euros y construido por la empresa francesa Novarka. La estructura está equipada con grúas controladas a distancia con el objetivo de ir desmontando la antigua estructura.

## Construcción
Las obras empezaron el 20 de mayo de 1986 y duraron 206 días hasta noviembre de aquel año. El primer paso fue construir una losa térmica que impidiese que el combustible nuclear candente se filtrara a través de una grieta de la base. Para ello llamaron a un equipo de 400 mineros que cavaron un túnel por debajo del reactor. El 24 de junio de 1986, los mineros habían excavado un túnel de 168 metros de largo. Debido a las extremas dosis de radiactividad del reactor, la faena se hizo imposible y trabajos como soldar tuvieron que ser realizados por máquinas. Sin embargo, se produjeron varios fallos en las soldaduras.
El proceso de construcción estuvo dividido en ocho pasos:
- Limpieza, desescombro y establecimiento de un perímetro alrededor de la zona afectada
- Levantamiento de muros de hormigón armado alrededor del perímetro
- Levantamiento de paredes separadas entre los reactores 3 y 4
- Construcción de un muro de contención (tipo "estructura de cáscara")
- Cubrimiento de la zona de turbinas
- Levantamiento de contrafuertes
- Establecimiento de apoyos y construcción de una cubierta para el compartimento del reactor
- Instalación de un sistema de ventilación

Para el alzamiento del recinto se emplearon 400.000 m³ de hormigón y 7.300 toneladas de metal. Dentro de él quedaron atrapados cerca de 740.000 m³ de escombros contaminados y desechos irradiados. El 11 de octubre, la Comisión Gubernamental Soviética aceptó la conclusión de fiabilidad y durabilidad de las obras del compartimento protector de la Planta Nuclear N.º 4 de Chernóbil V.I. Lenin. El sarcófago tiene cerca de sesenta agujeros realizados con mandrinadoras para permitir la visibilidad del interior del núcleo. En otras zonas se diseñaron conductos de ventilación para el sistema de convección. También fueron instalados sistemas de filtración para prevenir de escapes accidentales de material radiactivo.

## Estructura
La cubierta actual fue construida sobre las ruinas del edificio. Las dos "vigas mamut" (llamadas así por el tamaño) que sustentan el tejado fueron colocadas parcialmente en la parte oeste del reactor, cuya estructura fue la más afectada por el accidente.

### Estructura de estabilización

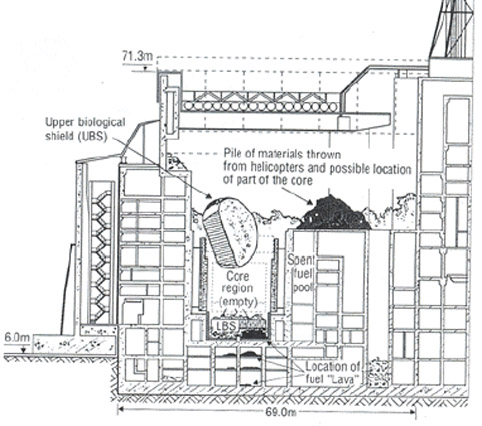
Esquema del reactor y del núcleo donde se encuentra la cubierta afectada

Al lado del reactor averiado se levantó una estructura de estabilización de acero (DSSS: Designed Stabilisation Steel Structure en inglés) de color amarillo. Su altura era de 63 metros.
La estructura de estabilización es un objeto de acero de color amarillo que estuvo colocada al lado del reactor averiado. Tiene una altura de 63 metros y una serie de ménsulas que se extienden a lo largo del lado oeste del contrafuerte. Su función era estabilizar el sarcófago. Esta pieza fue construida para evitar que el muro aislante del reactor o el tejado se derruyeran provocando así un levantamiento masivo de polvo y partículas radiactivas que podrían alcanzar la atmósfera con el consecuente peligro para el medio ambiente.

### Barrera de protección radiológica
La parte más compleja para cubrir el techo de la central fue la de instalar un nuevo techo que sustituyese a la barrera de protección radiológica, situada por encima del reactor hasta la noche del accidente. En el momento de producirse la explosión, la cubierta salió disparada y muchos de sus restos cayeron al núcleo del reactor en una posición de 15°.
Es considerada la parte más inestable del recinto. Solo los escombros la mantienen en tal postura. El derrumbe del techo sería pernicioso, tanto para la salud como para el reactor en sí. La cubierta tiene 15 metros de diámetro y pesa mil toneladas. El techo anterior recibía el nombre coloquial de "Pyatachok" (moneda de 5 kopeks). Otra manera de referirse a la misma cubierta era "Componente E" y también Elena.

## Sustitución

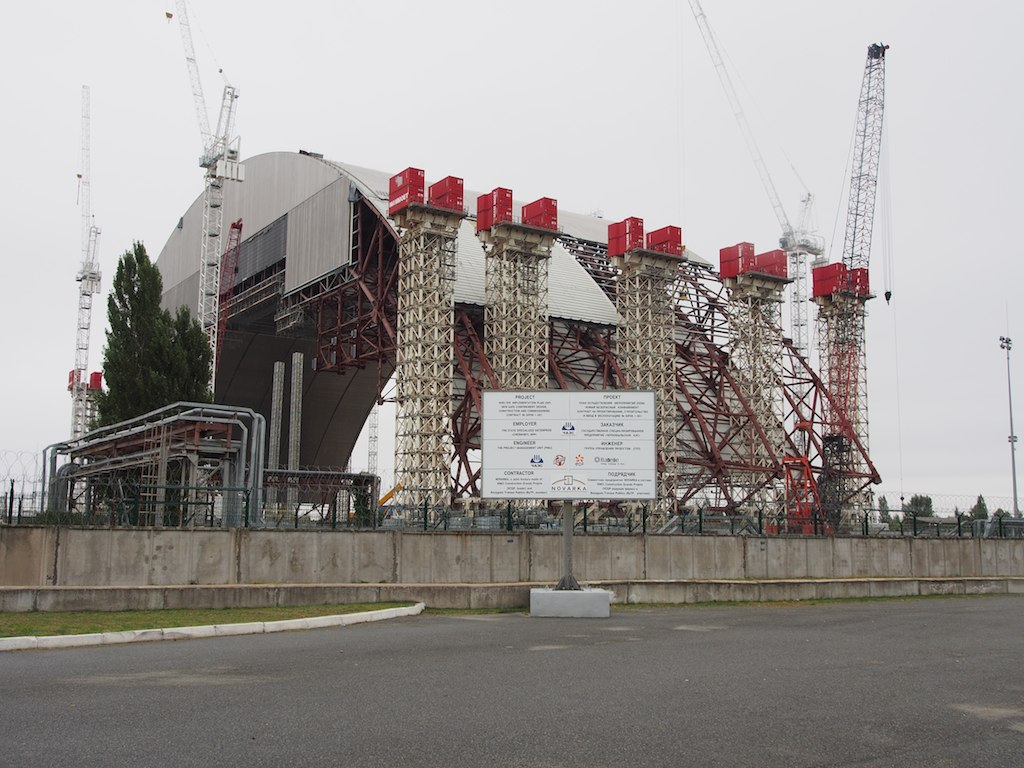
Construcción del nuevo sarcófago (septiembre de 2013).

El 22 de diciembre de 1988, científicos soviéticos declararon que el sarcófago podría durar entre 20 y 30 años hasta que fuese necesario hacer obras de mantenimiento. En 1998, el Banco Europeo para la Reconstrucción y el Desarrollo destinó fondos para reemplazar las vigas del tejado. Sin embargo, las precipitaciones en Pripiat erosionaron el material y peligraba la estabilidad del sarcófago. A este contratiempo se le sumó la filtración de agua a través de los conductos que se encuentran sobre el núcleo del reactor junto a los escombros.
En noviembre de 2016, treinta años después de la tragedia, se inauguró un nuevo sarcófago al que se denominó "Nuevo Sarcófago Seguro" (NSC, por sus siglas en inglés), una estructura movible, la mayor construida hasta la fecha en el mundo, en forma de arco de 110 metros de alto, 150 de ancho y 256 de largo y más de 30.000 toneladas. Se construyó a 180 metros del reactor y luego se ubicó sobre el mediante un sofisticado sistema de raíles. Se estima que tendrá una duración de más de cien años. El coste final de la estructura fue de 1.500 millones de euros, financiado por el Banco Europeo de Reconstrucción y Desarrollo (BERD) junto a la colaboración de 28 países que aportaron 1.417 millones de euros y construido por la empresa francesa Novarka. La estructura está equipada con grúas controladas a distancia con el objetivo de ir desmontando la antigua estructura.
La nueva estructura permitirá desmantelar el sarcófago y extraer el material radiactivo. En 2023 se espera completar la destrucción de la vieja estructura, la tarea más delicada de todo el proyecto pues implica trabajar en el interior del reactor.